# Општине Берлина
Берлин је главни град и држава у Немачкој. Састоји се од 12 општина које имају своје локалне општинске власти. Све општинске власти чине градску и државну власт Берлина.
После административне реформе, све берлинске општине чини укупно 96 локалних месних заједница (Ortsteile - део насељеног места) које су подељене на основу квартова града Берлина, његових села и руралних насеља кроз историју.